# ニザーミー (小惑星)
ニザーミー (3770 Nizami) は小惑星帯にある小惑星。リュドミーラ・チェルヌイフがクリミア天体物理天文台で発見した。
12世紀のペルシアの詩人、ニザーミーに因んで名付けられた。